# کاسپاز ۵
کاسپاز ۵ (انگلیسی: Caspase 5) آنزیمی‌است که به‌صورت پروتئولیتیک، پروتئین‌های دیگر را در ناحیهٔ «باقیماندهٔ اسید آسپارتیک» شان شکسته و تجزیه می‌کند.
این آنزیم متعلق به تیره‌ای از «سیستئین پپتیدازها» است که کاسپاز نامیده می‌شوند.
کاسپاز ۵، به همراه کاسپاز ۱، کاسپاز ۴ و هومولوگِ موشیِ کاسپاز ۴ یعنی کاسپاز ۱۱، از کاسپازهای التهابی هستند و در دستگاه ایمنی بدن نقش دارند.